# Superclásico del fútbol salvadoreño
El Clásico Nacional o también llamado Clásico de Copas es un partido de fútbol en que se enfrentan los dos equipos más laureados en la historia del futbol salvadoreño, y Club Deportivo FAS, y Club Deportivo Águila. La rivalidad entre ambos clubes comenzó a mediados del siglo XX, y desde finales de la década de 1980 se ha considerado el encuentro más popular de la Primera División, volviéndose así el que tradicionalmente es el único y verdadero clásico del Fútbol Salvadoreño. 

## Historia
Dicha rivalidad surge desde 1959 cuando los migueleños eran recién ascendidos en la Primera y al llegar a la final del torneo vencieron a conjunto "tigrillo" en una final a dos juegos, destronando a los santanecos del campeonato de forma inesperada.
En cuatro campeonatos se alternaron los títulos por el mejor puntaje en fase regular (1960-61, 1961-62, 1964 y 1968-69), así como en la cuadrangulares finales de 1983, ganado por el club "emplumado": 1984, donde FAS fue primero y Águila segundo; y en 1987-88 donde el club "migueleño"  vuelve de nueva cuenta a alzarse con el cetro nacional.

### FinalTemporada 1959
El Campeonato salvadoreño de fútbol 1959 fue el décimo torneo de la Primera División de El Salvador de fútbol profesional salvadoreño en la historia. FAS y Águila, luego de 18 fechas del torneo regular disputaron la final a dos partidos de desempates luego de igualar con 26 puntos.

### Ida
| 22 de noviembre de 1959 | Águila                                                | 4 - 0 | FAS | Estadio Flor Blanca, San Salvador |  |
|                         | Lizano 10' · Rocabruna 59' · Barraza 61' · Merlos 80' |       |     |                                   |  |

### Vuelta
| 29 de noviembre de 1959 | Águila     | 1 - 0 (Global 5 - 0) | FAS | Estadio Flor Blanca, San Salvador |  |
|                         | Molina 15' |                      |     |                                   |  |

- Águila se coronó campeón al ganar las finales en el marcador global.

#### SemifinalTorneo Apertura 1999
Desde la instauración del campeonato salvadoreño en formato de torneos cortos, ambos equipos se volvieron rivales frecuentes; en el torneo Torneo Clausura 1999 se enfrentarían por primera ocasión, misma en donde el club asociado saldría vencedor; lo que provocó mofas por parte de la Turba Roja la barra brava del club, al punto tal que desde la naciente Super Naranja hinchada organizada del cuadro rival se "juró revancha" pronosticando eliminar en las mismas instancias a club asociado en el siguiente torneo y en su propio escenario.[cita requerida] . Tal "vaticinio" se cumplió de forma impresionante ya que en la misma eliminarían al equipo santaneco con global de 4-4, siendo el partido de vuelta donde tras ir perdiendo 2-0, con gol inesperado de último minuto logran relegarlo de la final, silenciando el estadio Estadio Óscar Quiteño por única ocasión en su historia. y posteriormente con ello levantar su corona número 11 ante Municipal Limeño
La mención nunca sería confirmada oficialmente desde la interna de la mencionada barra, quedándose como una anécdota urbana[cita requerida], pero dicho encuentro se volvió uno de los momentos gloriosos de la hinchada del equipo "negronaranja" a finales de los noventa, y recordado por las primeras generaciones de la barra felina, alimentándose el naciente roce entre ambas aficiones.

### FinalTorneo Clausura 2001
El Torneo Clausura 2001 fue el sexto torneo corto desde la creación del formato de un campeonato Apertura y Clausura, que se juega en la Primera División de El Salvador, el inicio del campeonato se preveía para enero, sin embargo el terremoto del 13 de enero obligó a aplazar el inicio de la campaña para el 3 de febrero. Águila se proclamó campeón por segunda vez consecutiva, luego de una de las finales más memorables del superclásico salvadoreño siendo la decimotercera vez en su historia, y por tercera ocasión en este tipo de competencia. 

#### Ida
| 24 de junio de 2001 | FAS        | 1 - 1 | Águila    | Estadio Flor Blanca, San Salvador |                                |
|                     | Burgos 74' |       | 45' Nunes | Asistencia: 5 102 espectadores    | Asistencia: 5 102 espectadores |

#### Vuelta
| 30 de junio de 2001 | Águila                   | 2 - 1 (Global 3 - 2) | FAS        | Estadio Flor Blanca, San Salvador |                                 |
|                     | Nunes 43' · Martínez 69' |                      | 51' Bentos | Asistencia: 20 000 espectadores   | Asistencia: 20 000 espectadores |

- Águila se coronó campeón al ganar las finales 3-2 en el marcador global.

### FinalTorneo Apertura 2003
Las finales entre emplumados y tigrillos se reactivarían hasta el Torneo Clausura 2001 cuando los migueleños ganaron la serie (1-1. 2-1), la misma tomaba auge por la competencia que se había gestado por ser el club más laureando, en ese momento el primero con 13 y el segundo con 11 respectivamente.
Sin embargo esta rivalidad bajo el término de “clásico nacional” cobró aún más fuerza por la final acaecida en el Torneo Apertura 2003, ambos equipos llegaban en la cúspide de su palmarés nacional (13 títulos cada uno), por lo que le se tildó a ésta "la final del orgullo" , en la misma el conjunto santaneco derrota en una verdadero desenlace de infarto, con prórroga de 120 minutos con marcador de 2-2  (con gol de último minuto), y lanzamientos de 12 pasos (5-3)— teniendo actuación memorable Williams Reyes, Alejandro de la Cruz y del arquero Luis "Manotas" Castro por parte de FAS; y el protagonismo de Juan Alexánder Campos y el portero Juan José Gómez por parte de Águila —  desplazándole a este último de la cima del palmarés cuscatleco, considerándose así para muchos analistas deportivos como "La mejor final en lo que va del siglo XXI" de la Primera División salvadoreña.

### Final
| 21 de diciembre de 2003 | FAS                                        | 2 - 2 (5 - 3 p.)           | Águila                                       | Estadio Cuscatlán, San Salvador |                                 |
|                         | Reyes 13' 123'                             |                            | Meraz 86' · Campos 92'                       | Asistencia: 34,212 espectadores | Asistencia: 34,212 espectadores |
|                         |                                            | Tiros desde el punto penal |                                              |                                 |                                 |
|                         | Reyes · Tobar · Murgas · Umaña · Pacheco · |                            | Larrosa · Amaya del Cid · Rodríguez · Campos |                                 |                                 |

- Fas se coronó campeón al ganar en la tanda de penaltis 5-3.

### FinalTorneo Clausura 2006
Águilaguila se coronó campeón del Torneo de Clausura 2006 del fútbol mayor salvadoreño, al derrotar 4-2 al FAS en un clásico disputado en el estadio Cuscatlán de San Salvador ante unos 35 mil aficionados. La victoria constituye el 14to campeonato para el Águila, de la ciudad oriental de San Miguel, en el fútbol profesional salvadoreño. El marcador se abrió al minuto 41 a favor del Águila, cuando el delantero colombiano Juan Camilo Mejía lanzó con la pierna izquierda un disparo desde fuera del área y clavó el balón por encima de la cabeza del portero Santos Noel Rivera. Al minuto 68, Alexander Erazo lanzó con fuerza y sin dudar la pelota al fondo de la red del FAS para anotar el segundo gol del Águila.
El FAS descontó tres minutos después mediante Lucas Abraham y su afición recobró la esperanza, sobre todo cuando Emerson Umaña anotó el segundo tanto para el equipo al minuto 80. Sin embargo, el Águila -que se mantuvo líder del campeonato al término de las dos vueltas del torneo- recobró el control del marcador cuando al minuto 87 anotó Alexander Campos y cuando el partido ya había tomado un rumbo prohibido para cardíacos.
La victoria del Águila se consolidó cuando al minuto 90, Alex "paleta" Erazo anotó el 4-2, a través de un penalti. El árbitro, Rodolfo Alexander Sibrián, impuso tarjeta amarilla a Néstor Ayala, del FAS, al minuto 44, y al minuto 86 a Erazo, del Águila.

### Final
| 28 de mayo de 2006 | Águila                                     | 4 - 2 | FAS                     | Estadio Cuscatlán, San Salvador |  |
|                    | Mejía 41' · Campos 87' · Erazo 68' 89' (P) |       | Abraham 70' · Umaña 79' |                                 |  |

- Águila se coronó campeón al ganar la final 4-2 en el marcador.

### FinalTorneo Apertura 2009
En la final del torneo Apertura 2009 se citaron con Águila, fue la cuarta vez que el Clásico Nacional era protagonista en finales de torneos cortos.
No iba ni un minuto cuando Josué Odir Flores sacó un impresionante disparo para abrir el marcador en favor de FAS, duro golpe para los emplumados, que a partir de ese momento elaboraron fútbol para encontrar el empate, mientras FAS con una serie de oportunidades dejaba ir la chance de irse 2-0.
Hasta el 64′ Nicholas Addely aprovechó un mal rechazo del fondo tigrillo para emparejar el cotejo que tuvo que definirse en tiempo extra. Ahí FAS contó con un autogol de Arturo Albarrán que abrió la ruta al título santaneco (95′). Un minuto después Juan Carlos Moscoso, único sobreviviente de esa final, estiró la ventaja y otra vez Addely al minuto 100′ puso emoción pero no fue suficiente para que los emplumados forzaran los penales.

### Final
| 20 de diciembre de 2009 | FAS                                                                  | 3 - 2 | Águila                     | Estadio Cuscatlán, San Salvador |                                 |
|                         | Odir Flores 1' · Arturo Albarrán 95' (a.g) · Juan Carlos Moscoso 96' |       | Nicholas Addely 64' , 100' | Asistencia: 34,212 espectadores | Asistencia: 34,212 espectadores |

- Fas se coronó campeón al ganar en la prorroga 3-2.

## Debate
En la última década del siglo XXI el duelo ha perdido cierto protagonismo frente a uno de llamados clásicos nacionales históricos principalmente con el denominado "Clásico del Odio" entre el club asociado y Alianza Fútbol Club, debido al bajo nivel de los equipos mostrado en sus últimos enfrentamientos de torneos cortos, y la buena racha obtenida  en el reciente lustro del club de la capital donde ha disputado once de las últimas 12 finales consecutivas (tres de ellas con el club santaneco), y donde ambas barras se han vuelto "rivales acérrimas" una de la otra, aunado a considerar el hecho que desde el Torneo Clausura 2022 los "albos"  han desplazado a los "emplumados" como el segundo club más ganador de títulos nacionales (no de la tabla general de títulos oficiales obtenidos). lo cual se abre nuevamente el debate de cual se debe considerar el partido más importante del redondo nacional.  
En 2016 una encuesta publicada en la red social X por parte de periodistas deportivos del periódico El Diario de Hoy, en la que participaron 1061 tuiteros en 24 horas, considera que este sigue siendo el auténtico clásico nacional.

## Eliminaciones directas por torneos oficiales
| #  | Torneo        | Ronda            | Resultados                          | Desenlace                                      |
| -- | ------------- | ---------------- | ----------------------------------- | ---------------------------------------------- |
| 1  | Clausura 2002 | Semifinal        | FAS 2 - 1 Águila / Águila 4 - 4 FAS | Clasificó FAS por su posición en la tabla.     |
| 2  | Clausura 2004 | Semifinal        | Águila 2 - 3 FAS / FAS 1 - 0 Águila | Clasificó FAS.                                 |
| 3  | Apertura 2014 | Semifinal        | FAS 0 - 0 Águila / Águila 1 - 0 FAS | Clasificó Águila.                              |
| 4  | Apertura 2016 | Cuartos de final | FAS 1 - 1 Águila / Águila 2 - 0 FAS | Clasificó Águila.                              |
| 5  | Apertura 2017 | Cuartos de final | Águila 0 - 0 FAS / FAS 1 - 1 Águila | Clasificó FAS por su posición en la tabla.     |
| 6  | Clausura 2019 | Cuartos de final | FAS 3 - 2 Águila / Águila 2 - 1 FAS | Clasificó Águila por su posición en la tabla.  |
| 7  | Apertura 2022 | Semifinal        | FAS 1 - 0 Águila / Águila 1 - 0 FAS | Clasificó FAS en definición por penales (4-3). |
| 8  | Clausura 2024 | Cuartos de final | FAS 3 - 1 Águila / Águila 3 - 1 FAS | Clasificó FAS en definición por penales (4-3). |
| 9  | Apertura 2024 | Cuartos de final | FAS 1 - 1 Águila / Águila 0 - 1 FAS | Clasificó FAS.                                 |
| 10 | Clausura 2025 | Cuartos de final | FAS 1 - 2 Águila / Águila 0 - 1 FAS | Clasificó FAS en definición por penales (3-2). |

### Clásicos que definieron un título
| Temporada                                                                            | Campeón | Resultado          | Subcampeón | Sede Final                        | Notas                                                          |
| ------------------------------------------------------------------------------------ | ------- | ------------------ | ---------- | --------------------------------- | -------------------------------------------------------------- |
| 1959                                                                                 | Águila  | 4 - 0 y 1 - 0      | FAS        | Estadio Flor Blanca, San Salvador | Primera final disputada en la historia de la Primera División. |
| Clausura 2001                                                                        | Águila  | 1 - 1 y 2 - 1      | FAS        | Estadio Flor Blanca, San Salvador | Última final disputada con formato ida y vuelta.               |
| Apertura 2003                                                                        | FAS     | 2 - 2 (5 - 3 pen.) | Águila     | Estadio Cuscatlán, San Salvador   | Considerado como "La mejor final en lo que va del siglo XXI".  |
| Clausura 2006                                                                        | Águila  | 4 - 2              | FAS        | Estadio Cuscatlán, San Salvador   |                                                                |
| Apertura 2009                                                                        | FAS     | 3 - 2 pro.         | Águila     | Estadio Cuscatlan, San Salvador   |                                                                |
| Copa EDESSA Independencia (Copa El Salvador)                                         | Águila  | 2-0                | FAS        | Estadio Cuscatlán, San Salvador   |                                                                |
| 4 finales ganadas de Águila vs 2 finales ganadas de FAS, en total 6 finales jugadas. |         |                    |            |                                   |                                                                |

### Últimos 10 partidos oficiales
| Torneo Clausura 2023 | 3                       | Águila | 1-0 | FAS    | Juan Francisco Barraza         | 5 de febrero de 2023     |
| Torneo Clausura 2023 | 16                      | FAS    | 2-1 | Águila | Estadio Óscar Quiteño          | 12 de abril de 2023      |
| Torneo Apertura 2023 | 10                      | FAS    | 2–2 | Águila | Estadio Óscar Quiteño          | 23 de septiembre de 2023 |
| Torneo Apertura 2023 | 21                      | Águila | 1–1 | FAS    | Estadio Cuscatlan              | 22 de noviembre de 2023  |
| Torneo Clausura 2024 | 11                      | Águila | 3-2 | FAS    | Estadio Las Delicias           | 16 de marzo de 2024      |
| Torneo Clausura 2024 | 22                      | FAS    | 0-0 | Águila | Estadio Óscar Quiteño          | 4 de mayo de 2024        |
| Torneo Clausura 2024 | Cuartos de final ida    | FAS    | 3-1 | Águila | Estadio Óscar Quiteño          | 9 de mayo de 2024        |
| Torneo Clausura 2024 | Cuartos de final vuelta | Águila | 3-1 | FAS    | Estadio Juan Francisco Barraza | 12 de mayo de 2024       |
| Torneo Apertura 2024 | 5                       | Águila | 3-1 | FAS    | Estadio Cuscatlán              | 18 de agosto de 2024     |
| Torneo Apertura 2024 | 16                      | FAS    | 3-4 | Águila | Estadio Óscar Quiteño          | 19 de octubre de 2024    |
| Torneo Clausura 2025 | 16                      | FAS    | TBA | Águila | Estadio Óscar Quiteño          | 7 de mayo de 2025        |

- C.D. FAS pasa a la semifinal del Torneo Clausura 2024

## Palmarés

### Títulos por equipo
|                                       | FAS     | FAS        | Águila  | Águila     |
|                                       | Campeón | Subcampeón | Campeón | Subcampeón |
| Nacionales                            |         |            |         |            |
| Primera División de El Salvador       | 19      | 23         | 17      | 13         |
| Copa Nacional                         | -       | 2          | 2       | 1          |
| Supercopa Nacional                    | -       | -          | 2       | -          |
| Campeón de Campeones                  |         |            | 1       |            |
| Segunda División                      | -       | -          | 1       | -          |
| Subtotal                              | 19      | 25         | 23      | 14         |
| Internacionales                       |         |            |         |            |
| Copa de Campeones de la Concacaf      | 1       | -          | 1       | -          |
| Torneo Centroamericano de la Concacaf | 1       | -          | 1       | 1          |
| Copa Fraternidad Centroamericana      | -       | -          | -       | 1          |
| Copa Interamericana                   | -       | 1          | -       | -          |
| Subtotal                              | 2       | 1          | 2       | 2          |
| Total                                 | 21      | 26         | 25      | 16         |

### Títulos por década en la Primera División de El Salvador
| Décadas   | Club Deportivo FAS | Club Deportivo Águila |
| 1950-1959 | 3                  | 1                     |
| 1960-1969 | 2                  | 4                     |
| 1970-1979 | 2                  | 3                     |
| 1980-1989 | 2                  | 2                     |
| 1990-1999 | 2                  | 1                     |
| 2000-2009 | 6                  | 3                     |
| 2010-2019 | 0                  | 2                     |
| 2020-Act. | 2                  | 1                     |

- Sin contabilizar la década en vigencia, hay un total de 7 décadas, dejando a FAS y Águila con 3 décadas dominadas a excepción de la década de los 1980-1989 dejando 2 consagraciones por ambos.

### Títulos por década contando todas las competencias de El Salvador e internacionales
| Décadas   | Club Deportivo FAS | Club Deportivo Águila |
| 1950-1959 | 3                  | 2                     |
| 1960-1969 | 2                  | 4                     |
| 1970-1979 | 4                  | 5                     |
| 1980-1989 | 2                  | 2                     |
| 1990-1999 | 2                  | 1                     |
| 2000-2009 | 6                  | 4                     |
| 2010-2019 | 0                  | 5                     |
| 2020-Act. | 2                  | 2                     |